# Denisa
Denisa je  žensko osebno ime.

## Izvor imena
Ime Denisa je različica ženskega osebnega imena Denis 

## Pogostost imena
Po podatkih Statističnega urada Republike Slovenije je bilo na dan 31. decembra 2007 v Sloveniji število ženskih oseb z imenom Denisa: 99.

## Osebni praznik
V koledarju je ime Denisa zapisano skupaj z ženskim imenom Denis.